# Llionpedia
Llionpedia fue una enciclopedia en línea escrita en una variante del leonés descrita por algunas fuentes como artificial, cuyo nombre provenía de la fusión de la palabra Llión (León) y enciclopedia. Fue un proyecto desarrollado en 2009, basado en el concepto de enciclopedia en línea que permite la creación colectiva de documentos sin que sea necesaria la revisión de contenido antes de su publicación en Internet. No obstante, la libre edición genera en sí misma una contradicción, ya que para poder editar artículos es necesario el registro de usuario, funcionalidad que en Llionpedia estaba restringida, lo cual limitaba el desarrollo de la enciclopedia a una dedicación estrictamente privada. Después de las polémicas surgidas al poco tiempo de su aparición, la enciclopedia desapareció en abril de 2013.

## Características
Finalidad
Llionpedia fue el resultado de un proyecto concebido y promovido desde las concejalías de Nuevas tecnologías, Educación y Cultura leonesa del Ayuntamiento de León por mor de servir de herramienta para la difusión y normalización de la lengua leonesa. En el momento en el que se dio a conocer a la opinión pública la existencia de Llionpedia, el político leonesista Abel Eugenio Pardo Fernández, principal promotor de la enciclopedia, indicó que Llionpedia serviría para dar a conocer a León y a la lengua leonesa a escala mundial, ya que los artículos escritos en este idioma y sobre la propia Llionpedia estarían presentes en todos los buscadores, proporcionando de esta manera una fuente de información no sólo turística o geográfica, sino también para el uso de los propios lingüistas que estudian este idioma.
Plataforma
Llionpedia fue una Wiki que utilizaba el motor MediaWiki, que tiene licencia GNU y que está programado en PHP. Todo el texto y la mayoría de imágenes y otros contenidos de la enciclopedia también estaba cubiertos por la licencia de documentación libre GNU (GFDL).
Lenguaje
El lenguaje informático en el que estaba construida la enciclopedia era multiplataforma y por tanto adaptado para desarrollar aplicaciones web dinámicas con acceso a información almacenada en una base de datos. El código fuente no se mostraba al navegador, enviándose a este el código html como medida de seguridad. Su base era conectiva con MySQL y PostgreSQL, siendo de código libre.

## Evolución cronológica

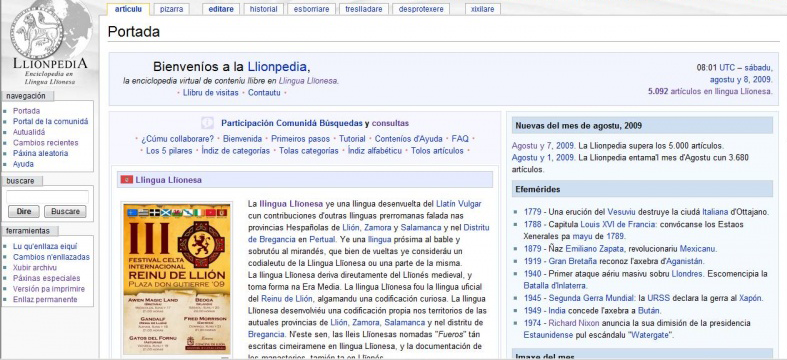
Portada de Llionpedia

### 2009
Junio
- Día 30: nació públicamente la enciclopedia, siendo su promotor el Ayuntamiento de León, a través de las concejalías de Cultura Leonesa y Nuevas Tecnologías, representadas por la figura del hasta entonces concejal de UPL Abel Eugenio Pardo Fernández, secretario general de la asociación política Conceyu Xoven.

Agosto
- Día 7: superó los 2000 artículos, con más de 61 000 visitas, haciéndose eco de ello los medios de comunicación.[6]

Septiembre
- Día 25: se situó entre las 50 000 páginas más visitadas de España según Alexa.[7]
- Día 29: se creó su página web en la red social Facebook.

Octubre
- Día 2: Izquierda Unida y un grupo de ciudadanos presentaron una denuncia ante la Fiscalía de León involucrando a los administradores de la enciclopedia en la redacción de varios artículos que atenuaban el holocausto y ensalzaban la figura de los dirigentes nazis.[8] Debido a este escándalo el alcalde de León, Francisco Fernández Álvarez, mediante un decreto, ordenaba desvincular Llionpedia del Ayuntamiento.[9]
- Día 13: el Fiscal Jefe de la Audiencia Provincial de León desestimó las denuncias al no encontrar indicios de delito, en base al artículo 607.2 del Código Penal, y decidió archivar la denuncia presentada por Izquierda Unida.[10]
- Día 21: el secretario general de UPL, Melchor Moreno, suspendió cautelarmente de militancia y de todas sus funciones en el partido a Abel Eugenio Pardo Fernández y a los dos afiliados de UPL y trabajadores del ayuntamiento de León que supuestamente colaboraron en Llionpedia.[11]

Noviembre
- Día 5: el alcalde de León destituyó al leonesista Abel Pardo como concejal de Nuevas Tecnologías, Educación y Cultura Leonesa por su «inacción» para adoptar las medidas necesarias para desvincular al Consistorio de Llionpedia.[12]

### 2010
Marzo
- Día 30: UPL suspendió de militancia e inhabilitó para cargo público durante los siguientes cuatro años a Abel Pardo por el escándalo filonazi de Llionpedia.[13]

Junio
- Día 30: primer aniversario de la enciclopedia. La prensa leonesa señaló que «La 'Llionpedia', liderada por Abel Pardo, crece en silencio, cumple un año de vida, y se consolida con 24 000 artículos en llïonés».[14]

### 2013
Abril
- Llionpedia desaparece, dejando de estar disponible en línea.[4]

## Polémicas
El 12 de agosto de 2009 el periodista Emilio Gancedo criticaba en un artículo de opinión del Diario de León el sectarismo y escaso rigor de Llionpedia. Gancedo denunciaba que esta enciclopedia se acercaba más a una herramienta al servicio del poder que a una voluntad real de servicio al ciudadano. Asimismo cuestionó el rigor científico de algunos artículos dedicados al patrimonio lingüístico de León. El promotor de Llionpedia, Abel Eugenio Pardo Fernández, respondió a estas acusaciones discrepando sobre la opinión del periodista a quien culpó de utilizar su puesto de periodista en el Diario de León para verter una opinión enmascarada de artículo informativo. Abel Pardo se defendió argumentando que Llionpedia era una enciclopedia escrita en lengua leonesa en la que figuraban en primer término las temáticas más importantes del conocimiento humano, y que al ser de contenido libre podrían figurar en ella los asuntos que sus colaboradores entendieran que debían aparecer.

No era la primera vez en la que se criticaba el contenido de esta enciclopedia ni tampoco el estilo lingüístico y ortográfico utilizado por la Concejalía de Cultura Tradicional de León (encargada del mantenimiento y desarrollo de la enciclopedia), y por las asociaciones culturales (El Fueyu, El Toralín y La Barda) ligadas ideológicamente al entonces concejal de UPL, Abel Pardo Fernández y a Conceyu Xoven.
En mayo de 2008 durante el congreso El leonés en el siglo XXI, celebrado en la Universidad de León, el debate tomó mayor protagonismo en cuestiones como el respaldo al leonés de los hablantes patrimoniales frente a uno «inventado». En este sentido José Ramón Morala Rodríguez, catedrático de Lengua Española de esta misma Universidad manifestó cómo algunos textos procedentes de sectores afines a Conceyu Xoven muestran un leonés con errores internos, diferencias forzadas y arbitrarias y añadidos gráficos que no tienen una razón de ser desde el punto de vista de la lingüística. Roberto González-Quevedo, el más prolífico y reconocido de los autores leoneses que escriben en asturleonés, también mostró su desacuerdo con el estándar lingüístico de Conceyu Xoven y añadió que la politización de la lengua llevará al desastre.
En lo referente a la lingüística los aspectos más notables que se criticaron de Llionpedia son los siguientes:
- El uso de un leonés estándar artificial, modelo exclusivo de Conceyu Xoven, y no consensuado junto con el resto de asociaciones y personas que trabajan por el estudio y dignificación de la lengua leonesa.[1]
- Deturpación de la propia lengua. Disonancia con la lengua de los hablantes patrimoniales. Innovaciones no siempre acertadas, y que parecen tener el objetivo último de dotar al leonés de una mayor singularidad frente a otros romances cercanos, aunque eso suponga que el resultado resulte extraño incluso dentro de la propia tradición leonesa: escribir "ge" con sonido "gue", como en "gerra" (guerra). El uso de dos puntos del diptongo en palabras como "pïor", "rïalidá" o "llïonés" donde la diéresis resulta un rasgo gráfico fonéticamente redundante y superfluo.[21]
- Distorsión de la toponimia mayor tradicional mediante traducciones literales, que no se corresponden con las denominaciones existentes en el registro oral o en documentaciones medievales.[21] Por ejemplo, España e Inglaterra aparecen como "Hespaña" e "Inlaterra", y pueblos como Castillejo de Martín Viejo aparecen con traducciones literales como "Castilleyu de Martín Vieyu".

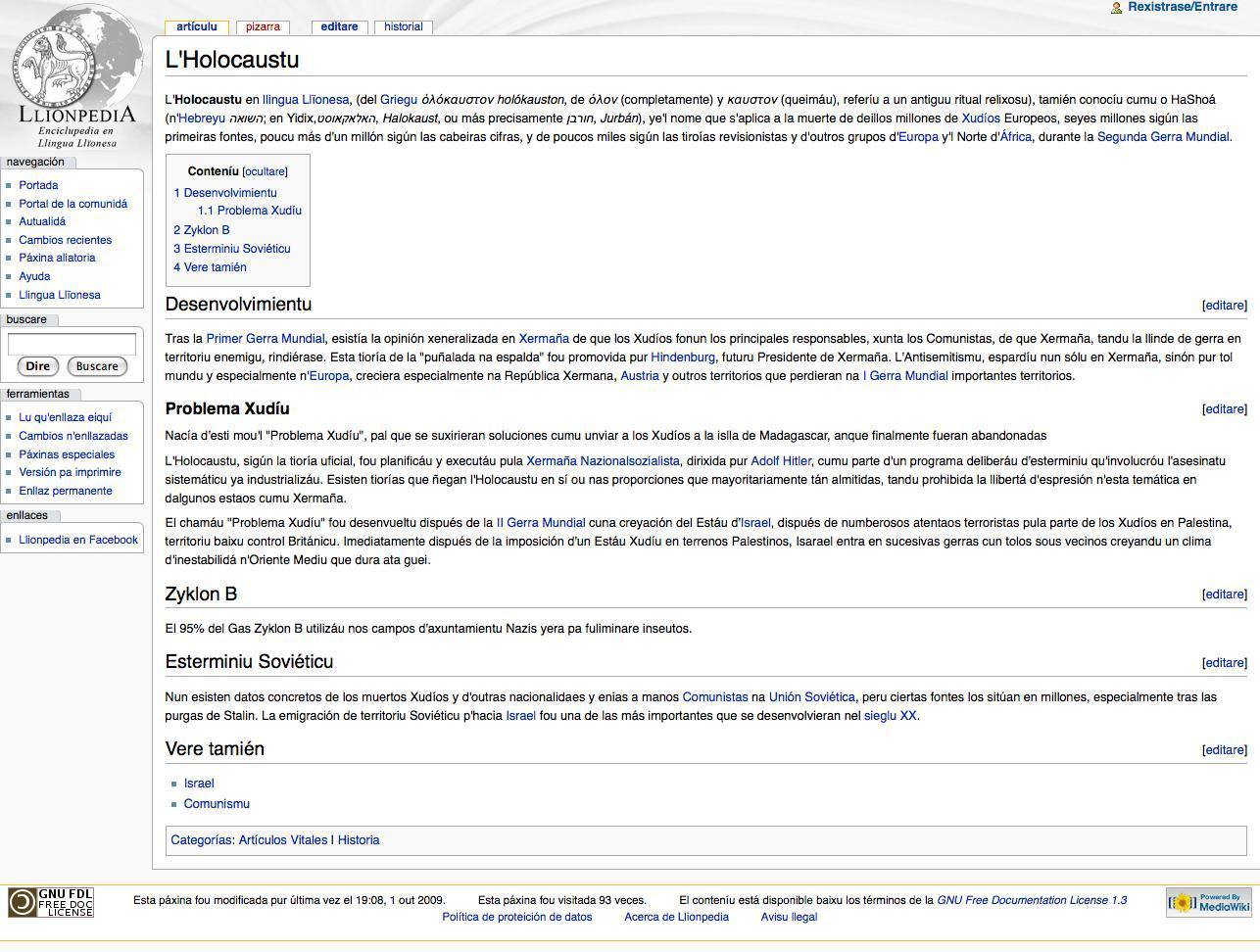
Uno de los artículos de Llionpedia que más polémica generó

En octubre de 2009 un escándalo relacionado con la apología del nazismo involucró, entre otros, a Abel Pardo Fernández, fundador de El Fueyu y dirigente de Conceyu Xoven, y al también militante de Conceyu Xoven y presidente de la asociación cultural El Toralín, Adrián Martín Garrido, quienes fueron tachados de auspiciadores del negacionismo del Holocausto. En este sentido, el grupo político Izquierda Unida presentó una denuncia ante la Fiscalía de León después de que un grupo de ciudadanos del ámbito cultural leonés presentara en el registro del Ayuntamiento de León una queja sobre ciertos contenidos que aparecieron en la enciclopedia, en la que se minimizaban y negaban los crímenes del Holocausto. 
Se responsabilizó al entonces Concejal de Cultura Tradicional de UPL, Abel Eugenio Pardo Fernández y a dos trabajadores del Ayuntamiento de León afiliados a este partido, quienes fueron suspendidos de militancia por parte del Secretario General de UPL Melchor Moreno. El presidente de El Fueyu y también miembro de Conceyu Xoven, Hector Villazala Alonso escribió un artículo de opinión en el que en nombre de la asociación El Fueyu denunciaba y asociaba el escándalo mediático surgido a raíz de la polémica Llionpedia como un ataque recibido contra la cultura y lengua leonesas orquestado desde Asturias y Valladolid.
A finales de ese mes el Fiscal Jefe de León comunicó al Ayuntamiento que archivaba la denuncia de IU y desestimaba las acciones emprendidas por el Ayuntamiento de León contra Llionpedia indicando que "en ninguno de los pasajes denunciados" encontraba "pretensión alguna de rehabilitación de regímenes o instituciones que amparen prácticas genocidas", así como tampoco "justificación de los crímenes de la Alemania nazi en el sentido de incitación indirecta a la comisión de delitos de genocidio o provocación al odio o a la discriminación contra grupos políticos, raciales, religiosos o étnicos", por lo que estos "carecen de encaje delictivo", motivo por el que "no procede la continuación de estas diligencias". Abel Pardo se defendió argumentando que Llionpedia era una enciclopedia en línea en la que cualquier usuario podía realizar modificaciones libremente y sin una revisión previa, sin embargo el motivo principal de esa denuncia fue que no se trataba de una redacción puntual, ya que uno de los redactores de las polémicas entradas era uno de los máximos responsables de Llionpedia, al que se relacionó directamente con el concejal Abel Pardo. Este administrador de la enciclopedia había redactado numerosas entradas dedicadas al III Reich alemán, en un tono que ensalzaba a sus dirigentes y en las que no se mencionaba ninguna de sus actividades criminales. 
A pesar de la decisión del Fiscal Jefe de León, en esta enciclopedia se definía al holocausto como la "muerte" de un número indeterminado de judíos, que según recientes cifras serían de "poco más" de un millón a unos pocos miles según las teorías revisionistas. Llionpedia llegó a contemplar el holocausto como una simple teoría, especulación o hipótesis, y se afirmó que el ácido prúsico cristalizado (el cual fue empleado por los nazis para asesinar a más de un millón de personas) fue usado solo como plaguicida. Por otra parte, en las redacciones realizadas por este administrador de Llionpedia también se culpaba exclusivamente a los judíos del conflicto palestino-israelí. En consecuencia, el Ayuntamiento de León ordenó una investigación interna, que si bien no determinó una autoría de los hechos, acabó con la expulsión de Abel Pardo del Gobierno municipal de León, y con la suspensión temporal de militancia por parte de su partido político (UPL), quien a su vez también rompió con la organización juvenil presidida por él mismo, Conceyu Xoven, que hasta la fecha era considerada como las juventudes del partido.